# Valentin von Massow (Politiker)
Valentin von Massow (* 7. Dezember 1712 in Rohr; † 20. September 1775 in Berlin) war ein königlich preußischer wirklicher geheimer Staatsminister und Vizepräsident des General-Oberfinanz-Direktoriums, Erbherr auf Rohr, Rummelsburg, Groß Karzenburg, Waldow, Schweßin, Friedrichshuld etc.

## Leben

### Herkunft
Er stammte aus der uradligen pommerschen Familie Massow. Seine Eltern waren Valentin von Massow auf Rohr (1676–1760) und dessen Ehefrau Marie Luise von Schlieffen (1689–1749).

### Werdegang
Valentin von Massow wurde 1738 Kriegs- und Domänenrat als auch Landrat in der Mark und 1744 Kammerpräsident zu Küstrin. Nach einer Strafversetzung wurde er 1746 Kammerpräsident in Minden. Hier bemühte er sich um die Erbauung des Salzwerks in Melbergen/ Rehme und erwarb Kuxe an der bergrechtlichen Gewerkschaft. Aber der preußische König Friedrich der Große übertrug die Erbauung der Saline und die Einrichtung des Siedebetriebs nicht ihm, sondern den beiden damaligen Siedepächtern des königlichen Salzwerks bei Unna, dem Baron Friedrich Ludolph von Torck zu Nordherringen und dem kleveschen Kriegsrat Johann Bertram Arnold von Rappard, was zu jahrelangen Auseinandersetzungen führte.
Im Siebenjährigen Krieg war er Chef des General-Kriegs-Kommissariats der alliierten Armee. Am 9. Mai 1763 erhielt er die Würde eines wirklichen Staatsministers des Generaldirektoriums, wobei er das Königreich Preußen und alle Kassensachen zu seinem Departement bekam.
Er starb nach einer vierzehntägigen Krankheit in einem Alter von 62 Jahren.

### Ehen und Nachkommen
In erster Ehe heiratete er Juliane Scholastica von Massow, älteste Tochter aus zweiter Ehe des Valentin von Massow auf Waldow. Das Paar hatte folgende Kinder:
- Valentin George Anton (* 1740; † 11. Juni 1786), Kriegs- und Domainenrat in Halberstadt ⚭ 8. Mai 1764 Marie Elisabeth von Schellersheim, Tochter des Geheimrats Paul Andreas von Schellersheim
- Anna Juliane Dorothea († 1814)

⚭ Karl August von Massow auf Woblanse († 10. März 1778) (Eltern des Generals Karl Friedrich Heinrich von Massow)
⚭ 1781 Friedrich Wilhelm von Normann (1761–1788), Rittmeister
Am 20. August 1743 heiratete er Freiin Johanna Friderike von Krause (1726–1813), Tochter des Johann Rudolf von Krause, Landeshauptmann und Konsistorialpräsident, Oberhofmeister des Herzogs von Württemberg-Oels, und der Christiane Charlotte von Stein-Altenstein. Das Paar hatte folgende Kinder:
- Luise Charlotte Frederike (* 11. Juli 1746; † 29. März 1808) ⚭ Friedrich Adolf Riedesel, Braunschweiger Generalmajor
- Friedrich Ewald Ernst (* 23. Juli 1750; † 10. Januar 1791), Kammerpräsident in Marienwerder ⚭ Freiin Wilhelmine von Seidlitz (Tochter von Friedrich Wilhelm von Seydlitz) (Scheidung)
- Valentin (1752–1817) ⚭ Charlotte von Blumenthal (1766–1835), Tochter von Minister Joachim Christian von Blumenthal
- Elisabeth Henriette († 1801) ⚭ Georg Johann von Schack (1753–1794), Major, Königlich-Preußischer Gouverneur des Kronprinzen[7]